# Valeri Bozsinov
Valeri Emilov Bozsinov (bolgárul: Валери Емилов Божинов; Gorna Orjahovica, 1986. február 15. –) bolgár válogatott labdarúgó, jelenleg a Levszki Szofija csatára.

## Külső hivatkozások
- Valeri Bojinov pályafutásának statisztikái a Soccerbase oldalon (angolul)

- Juventus.com - Profil és statisztika
- FootballDatabase.com - Profil és statisztika
- Goal.com-profil